# Салинг (гевог)
Салинг (дзонг-кэ ས་གླང་, лат. Saleng, Saling) — гевог в дзонгхаге Монгар в Бутане.

## География
Гевог занимает площадь 479,5 кв.км.
96,79 % территории гевога покрыто лесами.
Гевог Салинг состоит из 6 чивогов (англ. Senggor, Saling, Thridangbi, Tsenzabi Masangdaza, Drogsar, Kalapang Resa). В гевоге расположено 10 деревень.

## Экономика
В начале 2000-х годов в землепользовании находилось 1538 акров. Распределение использования земель было следующее: водно-болотные угодья (англ. Wetland) составляли 129 акров, суша (англ. Dry land) занимала 762 акров, цери (англ. Tseri) простиралось на 639 акров, а огороды — на 8 акров.
Кукуруза и рис-падди (англ. paddy) в начале 2000-х годов являлись главными культурами, выращиваемыми в гевоге. Кроме того, в ограниченных масштабах выращивались и другие зерновые культуры: просо, ячмень, гречиха и бобы (англ. pulse). В межсезонье фермеры выращивали овощи. Из-за близости гевога к городкам Лингмезанг и Гъялпожинг овощи стали одним из важных источников денежных доходов для фермеров. Другими выращиваемыми товарными культурами являлись апельсины, манго и грецкие орехи.
Поголовье скота в 2000 году включало: крупный рогатый скот (2772 голов), лошади (66 голов), мулы (13 голов), осёл (1 голова), овцы (94 голов), козы (20 голов), свиньи (211 голов), птица (1420 голов).
В гевоге расположено 12 ирригационных систем общей протяжённостью 10 км.

## Население
В начале 2000-х годов на территории гевога было расположено 11 основных деревень с 292 домохозяйствами. На начало 2000-х годов в гевоге имелось 16 систем сельского водоснабжения, которые обеспечивали только 60 % населения гевога доступом к питьевой воде. В начале 2010-х годов общая численность домохозяйств составляла 347, питьевой водой были обеспечены все 347 (то есть 100 %) домохозяйств, а туалетами — только 287, электрифицировано было 273 домохозяйства в восьми деревнях.
В начале 2000-х годов образование в гевоге обеспечивалось тремя общинными школами (англ. Community School) с общей численностью 485 учащимися. В начале 2010-х годов образование в гевоге обеспечивалось одной начальной школой (англ. Primary school), двумя расширенными классами (англ. Extended Classrooms) и четырнадцатью неформальными обучающими центрами (англ. Numbern-formal Education Centers). В начале 2010-х годов в неформальных обучающих центрах училось 134 человека.
В начале 2000-х годов базовые медицинские услуги обеспечивались одним центром первой помощи (англ. Basic Health Units) и пятью ORC (англ. Out Reach Clinics). В начале 2010-х годов медицинские услуги предоставляли один пункт первой помощи (англ. Basic Health Units) и шесть ORC (англ. Out Reach Clinics) и один англ. Sub post
В начале 2010-х годов в гевоге располагалось 11 лакхангов, среди которых 9 принадлежали местным сообществам, а 2 были частными.

### Численность населения
| Год                     | 2005, перепись | 2008, зарегистрированные избиратели | 31.12.2010, лица, имеющие право голосовать на выборах | 2012, Bhutan RNR Stats |
| ----------------------- | -------------- | ----------------------------------- | ----------------------------------------------------- | ---------------------- |
| Численность всего, чел. | 2110           | 1693                                | 1881                                                  | 1110                   |
| - мужчин всего, чел.    |                |                                     |                                                       | 520                    |
| - женщин всего, чел.    |                |                                     |                                                       | 590                    |

## Транспорт и коммуникации
Через гевог с востока на запад проходит шоссе. Однако большинство деревень находится далеко от него. Чтобы добраться до шоссе в начале 2000-х годов, необходим был как минимум один день, что делало дорогим и сложным обеспечение населения услугами.
В начале 2010-х годов в гевоге имелось 3 подвесных моста и 41,4 км сельских дорог.
Все 10 деревень гевога имеют доступ к мобильной связи.